# Кордильєра-Бетіка
Кордильєра-Бетіка (ісп. Sistema Bético) — одна з основних систем гірських хребтів в Іспанії. Розташована на півдні та сході Піренейського півострова. Назва гірської системи походить від давньоримської області Бетіка, однієї з імператорських римських провінцій стародавньої Іспанії.

## Географія
Тягнеться 600 кілометрів уздовж Середземноморського узбережжя країни від Гібралтару і Кадіської затоки до Валенсіанської затоки. На півночі Кордильєра-Бетіка відокремлена від центральної частини Месети та Сьєрра-Морени басейном Гвадалквівіру — Бетіцька низовина, сформована у передгірному крайовому прогині.
Піренеї розташовані на північ від східної частини Кордильєра-Пребетіка, найпівнічнішого подовження системи Кордильєра-Бетіка.
Гірська система розпадається на серію окремих хребтів і масивів, розчленованих великими та глибокими внутрішніми улоговинами — грабенами, і тому давно і добре освоєна. Найвищий хребет системи — гори Сьєрра-Невада. Найвища точка цього хребта — гора Муласен, має висоту 3478 м — найвища точка Піренейського півострова. Бетіцька Кордильєра друга по висоті у Європі після Альп. У горах Кордильєра-Бетіка бере початок одна з найбільших річок Іспанії Гвадалквівір.
Гібралтарська скеля також вважається частиною Бетіцької системи, але Кабо-де-Гата далі на схід не є у складі Бетіки, а вулканічного походження

## Екологія
Гірські ландшафти Кордильєри-Бетіки, розташовані у найспекотнішій частині півострова отримують набагато менше опадів, ніж інша частина Іспанії. У таких умовах важливе значення має експозиція схилів і бар'єрний ефект у розподілі атмосферної вологи. Нижні ділянки схилів південної експозиції, звернені у бік Середземного моря, із сухим рідколіссям алепської сосни, Olea oleaster, Quercus coccifera і степами. Ці спільноти піднімаються по схилах до висоти 750 метрів. Вище вони змінюються рідкостійними лісами з дуба кам'яного, до якого вище 1500 метрів починає домішуватися Quercus pyrenaica. Близько 1600 метрів з'являються соснові деревостої. Пояс субальпійського криволісся з ялівця, дріку і луків з кострицею поширений вище 2000 метрів.

## Геологія
Бетіцька система відноситься до Гібралтарської дуги, і є західним краєм альпійського орогенезу.
Геологічно гори Ер-Риф у Марокко і Серра-де-Трамунтана на острові Майорка є продовженням Бетіцької системи Гібралтарська дуга прямує на марокканському узбережжі від Уджда на сході до Танжера на заході, потім перетинає Гібралтарську протоку і знову прямує на схід від Кадісу до Валенсії і Балеарських островів.

## Орографія
Кордильєра-Бетіка має поділ на декілька систем:
- Кордильєра-Пенібетіка[en] (ісп. Cordillera Penibética) — Андалусія
- Сурко-Інтрабетіко[en] (ісп. Surco Intrabético) — Андалусія
- Кордильєра-Суббетіка (ісп. Cordillera Subbética) — Андалусія, Гібралтар, Мурсія, Валенсія
- Кордильєра-Пребетіка (ісп. Cordillera Prebética) — Андалусія, Мурсія, Валенсія

### Кордильєра-Пенібетіка
Кордильєра-Пенібетіка має у своєму складі найвищу точку півострова — Муласен (3,478 m) у Сьєрра-Невада; інші геоморфологічні особливості:
- Серранія-де-Ронда[en]
- Гібралтарська скеля
- Сьєрра-де-лас-Ньєвес[en]
- Сьєрра-Бланка[en]
- Кордильера-Антекерана[es]
- Сьерра-де-Техеда[en]
- Сьєрра-де-Альміхара[en]
- Сьєрра-де-Алама[en]
- Сьєрра-Невада
- Сьєрра-де-Лухар[es]
- Сьєрра-де-ла-Контравьєса[es]
- Сьєрра-де-Когольос[en]
- Сьєрра-де-Гадор[en]
- Сьєрра-де-Баса[en]
- Сьєрра-де-Лос-Філабрес[en]
- Сьєрра-Аламілья[es]
- Сьєрра-Еспунья[es]
- Сьєрра-де-Кабрера[es]
- Сьєрра-де-лас-Естансіас[es]
- Сурко-Інтрабетіко[en] — серія долин і западин, що відокремлюють Пенібетіку від Суббетіки

### Кордильєра-Суббетіка
Кордильєра-Суббетіка займає центральне місце у Кордильєрі-Бетіка. Найвища точка Пенья-де-ла-Крус (2027 m) у Сьєрра-Арана.
- Сьєрра-дель-Альхібе[es], тут розташовано Лос-Алькорнокалес[en]
- Сьєрра-де-Грасалема[en]
- Сьєрра-де-Гібальбін[es]
- Сьєррас-Суббетікас-де-Кордоба
- Сьєрра-Ельвіра[es]
- Сьєрра-де-Лоха
- Сьєрра-де-Арана[es]
- Сьєрра-де-Когольос[en]
- Сьєрра-де-ла-Альфагвара[en]
- Сьєрра-де-Уетор[en]
- Сьєрра-Сур-де-Хаен[en] переходить у Пребетіку

### Кордильєра-Пребетіка
Кордильєра-Пребетіка є найпівнічнішим флангом Кордильєра-Бетіка. Найвища точка Ла-Сагра (2,382).
- Сьєрра-Магіна[en]
- Сьєрра-де-Ла-Сагра[es]
- Сьєрра-де-Касорла[en]
- Сьєрра-де-Сегура[en]
- Сьєрра-де-Алькарас[en]
- Сьєрра-де-Кастріль[de]
- Сьєрра-де-ла-Сагра[es]
- Сьєрра-дель-Таїбілья
- Сьєрра-де-Марія, переходить у Пенібетіку
- Сьєрра-де-Марія[es]
- Монтго [en]
- Сьєрра-де-Бернія[es]
- Пеніаль д'Іфак[en]

## Ресурси Інтернету
- Sierra Nevada Natural Park [Архівовано 3 травня 2019 у Wayback Machine.]
- Sierra del Aljibe [Архівовано 7 березня 2012 у Wayback Machine.]
- Parque Natural de la Sierra de los Filabres y comarca del Alto Almanzora
- Cuenca del Guadalquivir [Архівовано 3 січня 2017 у Wayback Machine.]